# Eugenia kamelii
Eugenia kamelii är en myrtenväxtart som beskrevs av Elmer Drew Merrill. Eugenia kamelii ingår i släktet Eugenia och familjen myrtenväxter. Inga underarter finns listade i Catalogue of Life.